# Книга Юбилеев
Кни́га Юбиле́ев (геэз መጽሐፈ ኩፋሌ — Mets’hafe kufale, или Малое Бытие) — ветхозаветная апокрифическая книга. Полный текст был найден в сороковых годах XIX столетия, до этого времени были известны только короткие отрывки, которые были приведены в сочинениях святителя Епифания Кипрского и блаженного Иеронима и в более поздних текстах — хронографах Георгия Синкелла, Георгия Кедрина и других византийских историков. Эфиопские евреи и Эфиопская православная церковь почитают её как каноническую.
Многочисленные фрагменты рукописей книги Юбилеев на иврите были найдены в пещерах Кумрана. Небольшой отрывок был обнаружен и в Масаде. Эта книга была популярна среди обитателей Кумрана.

## Название
Так как предметом содержания своего апокрифа автор избрал те же самые повествования, которые содержатся и в канонической книге Бытия, то отсюда произошло другое надписание апокрифа — «Малое Бытие» («Лептогенезис» — греч. ή λεπτογένεσις, ή λεπτή γένεσις, ). В первый раз это название, как и первое («Книга Юбилеев»), встречается у Епифания.
Кроме указанных названий, в хронографах Георгия Синкелла (VIII век) и Георгия Кедрина (XI век) книга упоминается ещё под наименованием «Апокалипсис Моисея», но ни по форме, ни по содержанию книга Юбилеев не напоминает апокалипсис.

## История открытия
Полный текст книги Юбилеев был найден миссионером доктором И. Крапфом, который во время своего путешествия по Абиссинии узнал о существовании эфиопского варианта книги Юбилеев. Он сделал с него список, который впоследствии передал в Тюбингенскую университетскую библиотеку. Однако рукопись Крапфа содержала значительное количество ошибок, из-за чего профессор А. Дильман, известный своими изданиями памятников священной эфиопской письменности, долго не решался напечатать эфиопский подлинник книги Юбилеев, несмотря на высокое историческое значение, которое он приписывал этому апокрифу.
Вследствие некорректности эфиопского текста книга Юбилеев представляла для Дильмана непреодолимые трудности, и при переводе её на немецкий язык (этот перевод был помещён в журнале «Jahrbücher der Biblischen Wissenschaft» за 1849—1851 годы ему приходилось восстанавливать утраченный смысл текста или на основании библейских книг, или исходя из связанности повествования или же руководствуясь здравым смыслом. При всём том он вынужден был оставить некоторые места без перевода. Более тщательное изучение эфиопского текста книги Юбилеев дало впоследствии Дильману возможность издать и подлинный текст апокрифа под названием «መጽሐፈ፡ኩፋሌ፡ sive Liber Julilaeorum qui idem a Graecis Η ΛΕΠΤΗ ΓΕΝΕΣΙΣ inscribtur: versione Graeca deperdita nunc nonnisi in Geez lingua conservatus nuper ex Abyssinia in Europam allatus. Aethiopice ad duorum librorum manuscriptorum fidem» (1859).
Необходимо заметить, что ещё до трудов Дильмана гебраист А. Тройенфельс в статье «Die kleine Genesis. בראשית זוטא‎» (1845) дал общую характеристику книги Юбилеев на основании тех отрывков, которые сохранились из неё у Епифания, Иеронима, Синкелла, Кедрина и других авторов. В разные годы XIX века Книгой Юбилеев занимались и другие гебраисты и семитологи: М. (Й.) Крюгер (1847), А. Еллинек (1855), Б. Беер (1856, 1857) и З. Франкель (1856), Й. Ланген (1866) и другие.

## Характеристика
Книга Юбилеев является свободным пересказом библейских повествований, содержащихся в книге Бытия и отчасти в книге Исход. Автор берёт, собственно, один момент из жизни Моисея, а именно восхождение его на гору Синай и сорокадневное пребывание там. Здесь, на Синае, «ангел лица» по повелению Бога обращается к Моисею с повествованием о событиях от сотворения мира до прибытия евреев к Синайской горе. Моисей только слушает богооткровенную речь ангела и записывает его рассказ в книгу. В тексте сообщается, что Адам и Евва пробыли в раю ровно 7 лет, а искушение змея произошло 17-го числа второго месяца. Страна, в которой поселяется Адам после изгнания из рая, называется Елдад (3:38). Из детей Адама и Еввы упомянуты также дочери Аван (4:3) и Азура. Ковчег Ноя остановился на горе Лубар.
Таким образом по форме книга Юбилеев отличается от книги Бытия тем, что в первой рассказ ведётся от лица ангела, а в каноническом тексте личность повествователя остаётся неуказанной. Помимо этого, автор старается изложить библейские события в строго последовательном порядке и указать точно год совершения их от сотворения мира. Он определяет период времени от сотворения мира или от Адама до вступления евреев в Землю обетованную ровно в 50 юбилеев, считая при этом в каждом юбилее, вопреки Моисееву закону, не 50, а только 49 лет, то есть ровно семь седьмин. По этим-то юбилеям, седьминам и годам седьмин он и распределяет все описываемые в его книге события.

### Происхождение
Хронология книги демонстрирует значительные отличия как от еврейского, так и от греческого и самаритянского текстов Пятикнижия. Этих различий больше всего в исчислении времени событий периода патриархов до Авраама, то есть там, где еврейский, греческий и самаритянский тексты больше всего отличаются между собой.
О еврейском происхождении книги Юбилеев говорит её близкое сходство не только с сохранившимися до нашего времени таргумами, но и с Талмудом. С христианскими воззрениями она имеет мало общего. Вопрос может быть только в том, не принадлежал ли автор книги Юбилеев к одной из тех еврейских сект, которые образовались в межзаветный период. Еллинек считал, что текст имеет ессейское происхождение, и находил в ней стремление ослабить то влияние, какое имели фарисеи на еврейский календарь своим определением праздничных времен.
Книга Юбилеев датирована II веком до н. э.
Какое положение в письменности у евреев занимала книга Юбилеев и каким авторитетом она пользовалась у них, особенно в первое время после своего появления, об этом ничего нельзя сказать. Известно только, что евреи заимствовали из неё некоторые легенды, нашедшие впоследствии доступ в талмудические писания, в восполненном и разукрашенном виде.

### Переводы
Текст книги сохранился на эфиопском языке, на который, как предполагается, был переведён с греческого. Греческий текст и до настоящего времени неизвестен. С XII века книга Юбилеев в Европе не упоминается, однако являлась частью эфиопского канона Библии (использовалась и используется в богослужебной практике эфиопской православной церкви). В XIX—XX вв. книга была переведена на ряд европейских языков, в том числе на русский (русский перевод был выполнен А. В. Смирновым и опубликован в Казани в 1895 году. См.: «Ветхозаветные апокрифы». СПб. Амфора. 2016, с. 124 и след.)

## Оценки книги исследователями
По мнению Беера, книга Юбилеев появилась в среде самарян или же их потомков, которые жили в Египте и были известны здесь под именем досифеян. В подтверждение своего мнения Беер указывает на то, будто в книге Юбилеев празднику Шавуот как дню откровения на Синае Моисеева закона придаётся большее значение, чем Пасхе. Это, по мнению исследователя, более согласуется с воззрениями самарян, у которых праздник Пасхи не имел того большого значения, какое придавалось ему в Израиле.
По мнению профессора протоиерея А. Смирнова, автором книги Юбилеев, вероятно, был иудей, некоторые воззрения которого сильно проникнуты духом фарисейства. Можно предположить, что книга Юбилеев, носящая на себе явные следы фарисейского направления, появилась первоначально на еврейском языке. Это предположение подтверждается тем, что блаженный Иероним, насколько можно судить по сохранившимся у него ссылкам на книгу Юбилеев, несомненно имел под руками её еврейский текст.
Книга Юбилеев даёт возможность воспроизвести ту обрядовую практику, какая существовала у евреев во времена, близкие ко Христу. В этом отношении этот апокриф является памятником едва ли не единственным не только в апокрифической, но и в канонической и неканонической иудейской письменности. Особенной подробностью отличаются в книге Юбилеев описания разного рода жертв, указанных законом. Обряды, наблюдавшиеся при жертвах, в существенных чертах описаны в законодательных книгах Моисея. С течением времени они усложнились и получили большую определённость в подробностях и частностях. С ними-то и знакомит нас книга Юбилеев. Там не только подробно описывается способ совершения той или другой жертвы, не только указываются вещества, дозволенные для неё, но и перечисляются породы деревьев, которые употреблялись для сожжения жертвы.
Книга Юбилеев может иметь некоторое значение и для истории толкования священных книг Ветхого Завета. Если богословская наука изучает таргумы на ветхозаветные писания и истолковательные труды Филона, то подобного же внимания заслуживает и книга Юбилеев, которая с полным правом может быть названа иудейским таргумом на книгу Бытия и на начало книги Исход.

### Издания
- Перевод протоиерея Александра Смирнова. 2-е изд, Казань. 1895
  - Полный текст Архивная копия от 9 июля 2021 на Wayback Machine на сайте Российской Государственной Библиотеки
  - Книга Юбилеев в Викитеке // По: «Ветхозаветные апокрифы», СПб, 2000
  - В сборнике «Ветхозаветные апокрифы» пор ред. П. В. Берснева, Санкт-Петербург, издательство «Амфора», 2000, ISBN 5-8301-0183-1
- Перевод Евгения Витковского в сборнике «Ветхозаветные апокрифы», Москва, издательство «Фолио», 2001, ISBN 966-03-0865-5
- Книга юбилеев — неизвестный переводчик